# Neurônio multipolar
Um neurônio multipolar é um tipo de neurônio que possui um único axônio e vários dendritos, estes geralmente dispersos em vários ramos. Sendo assim, é possível a sua interação com uma grande quantidade de sinais advindos de outros neurônios. Esses processos são projeções do corpo celular do neurônio, chamados de neuritos. Os principais exemplos de neurônios multipolares são neurônios motores e interneurônios. A maioria dos neurônios no sistema nervoso central são deste tipo, e podem encontrados no córtex cerebral do cérebro e na medula espinhal. Quando presentes no sistema nervoso periférico, neurônios multipolares podem ser encontrados em gânglios autônomos e em órgãos terminais, sejam eles neurônios motores ou sensoriais.